# Pterocolus ovatus
Pterocolus ovatus là một loài bọ cánh cứng trong họ Rhynchitidae. Loài này được Fabricius miêu tả khoa học năm 1801.